# 鮫浦
鮫浦（さめのうら）は、宮城県石巻市の大字で、旧牡鹿郡鮫浦、旧牡鹿郡大原村大字鮫浦、旧牡鹿郡牡鹿町大字鮫浦に相当する。2022年10月末時点での人口は27人、世帯数は11世帯である。

## 地理

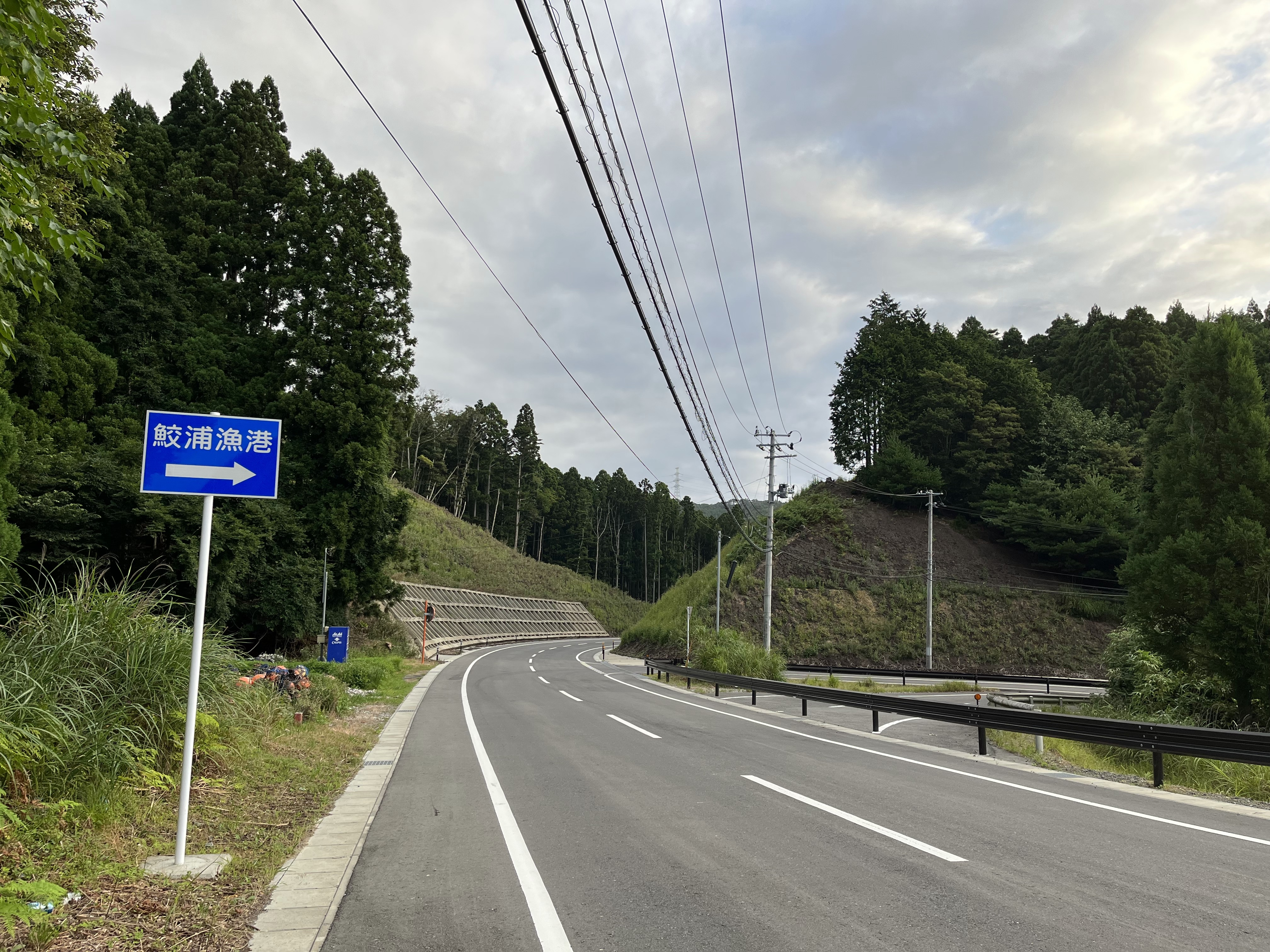
女川牡鹿線

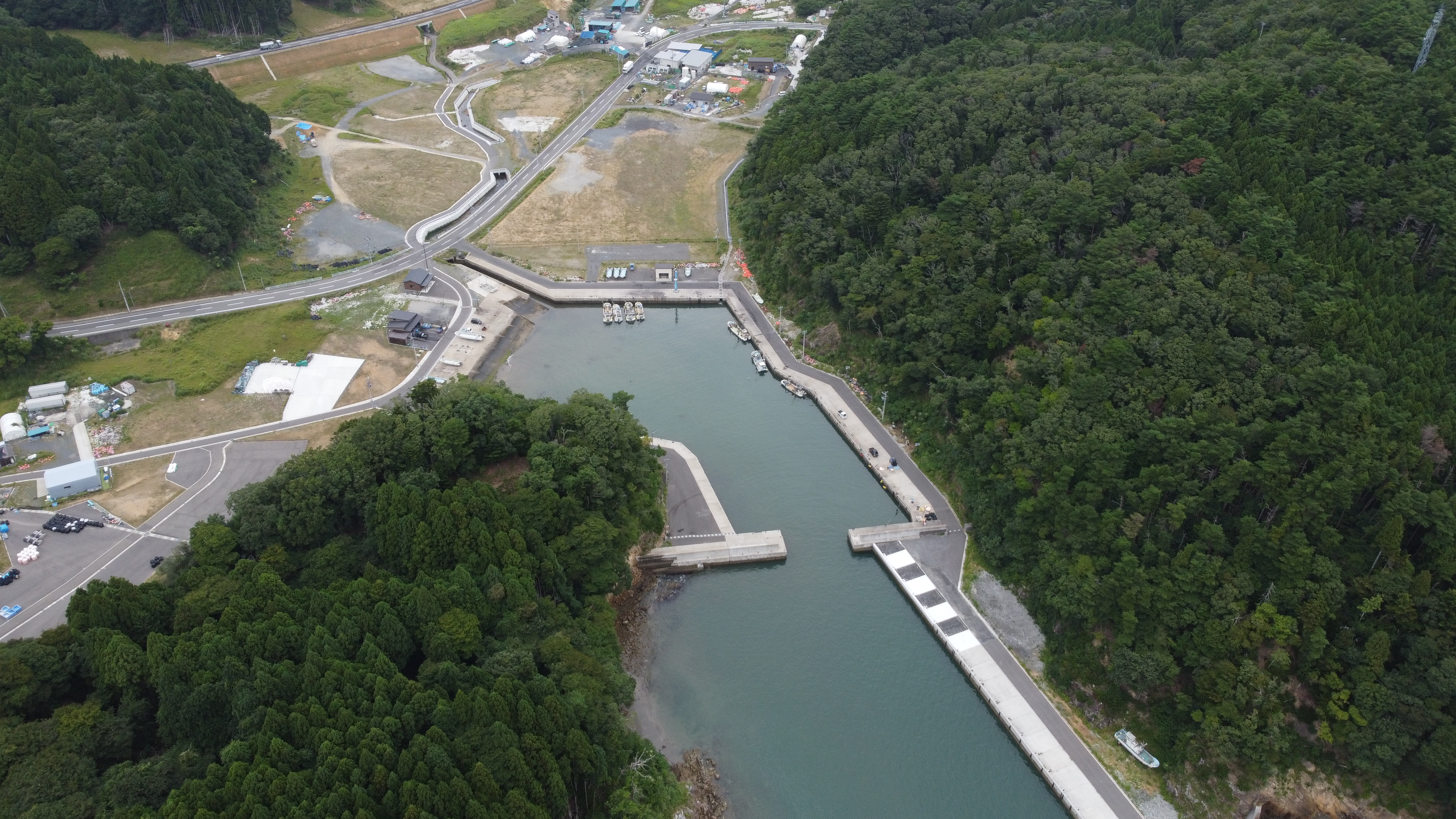
鮫浦漁港

鮫浦は旧牡鹿町の北東部に位置す鮫浦湾の西北隅を占め、集落は鮫浦地区のほぼ中央の内湾に面している。集落の背後には200m前後の山々（蕪森山・鹿子森山・花立峠・黒森山）が連なっており、その南から東にかけて緩やかな丘陵が広がっている。海岸沿い北方には松下、南方には明神崎などの海食崖が形成され、その間にはミツカ浜や釜ノ浜などの磯浜がある。また小森山の海岸段丘が鮫浦湾によって侵食され形成された権治浜（ゴンジハマ）とうい砂浜は、地内で唯一の穏やかな海水浴場で、景色も良いため付近には別荘などが建てられていた。地内の中央を縦断する原ノ川は、新田沢・鹿子沢・花立峠などの沢水を集め鮫浦内湾に注がれる。 鮫浦の内湾は鮫浦湾の北岸に深く入りくんだ内海となっていて、入り口は漁船がようやくすれ違うほど狭い。これは峰山丘陵から突出していた丸山と向山丘陵が海食崖によってくびれたことに加え、近年の漁港工事により防波堤や桟橋が両岸から突き出たことが影響している。
牡鹿半島において、地層は基本的には東の方が新しい地層が堆積している。しかし、鮫浦は小積向斜と大原背斜に挟まれるてることなどから、複雑な褶曲運動を受け東側ほど古い地層になっている。また化石が多く確認されており、1970年（昭和45年）のコバルトラインの工事の際には海成層の小積ケツ岩部層から大量のアンモナイトが産出している。また、牧ノ浜岩部層の権治浜並びに明神崎の大谷川浜側からは26種のシダ類・ソテツ科の化石が発見されている。
地名は形状地名とされ、巾着袋のように入り口の締まった内湾が由来とされている。しかし、1774年（安永3年）の「風土記御用書出」で仮肝煎太郎治が「当浦の間口に鰐鮫が住んでいたため、鮫浦と称した」とのことを記録している。また、カマノ浜から近い内湾の入り口付近にこの伝説と関係のある2つの岩がある。「亀石」と呼ばれる平たい岩と「エビス岩」と呼ばれる尖った岩で、後者がむかし「サメ石」と呼ばれていて、鮫が居なくなった時に村人が喜んで「エビス（恵比寿）岩」と改名し、村中の人々が漁の行き帰りに拝んだと云う。
昔、地内の明神崎は「風土記御用書出」において「ミやうじ崎」と記されていて、南方で接する大字谷川浜では「かうじ崎」と称されていた。この明神崎の近くにカクレ沢という沢があり、この上流に位置する黒森山は貫入岩の山の為、山麓を流れるカクレ沢から砂金を産出したことがあると云う。またカクレ沢の奥に落武者が隠れ住んでいたとの伝承もある。蕪森山は、むかし八幡太郎義家がこの山頂から鏑矢を射たため名付けられたとの伝承が近郷の寄磯浜にある。　

## 歴史

### 集落の起源

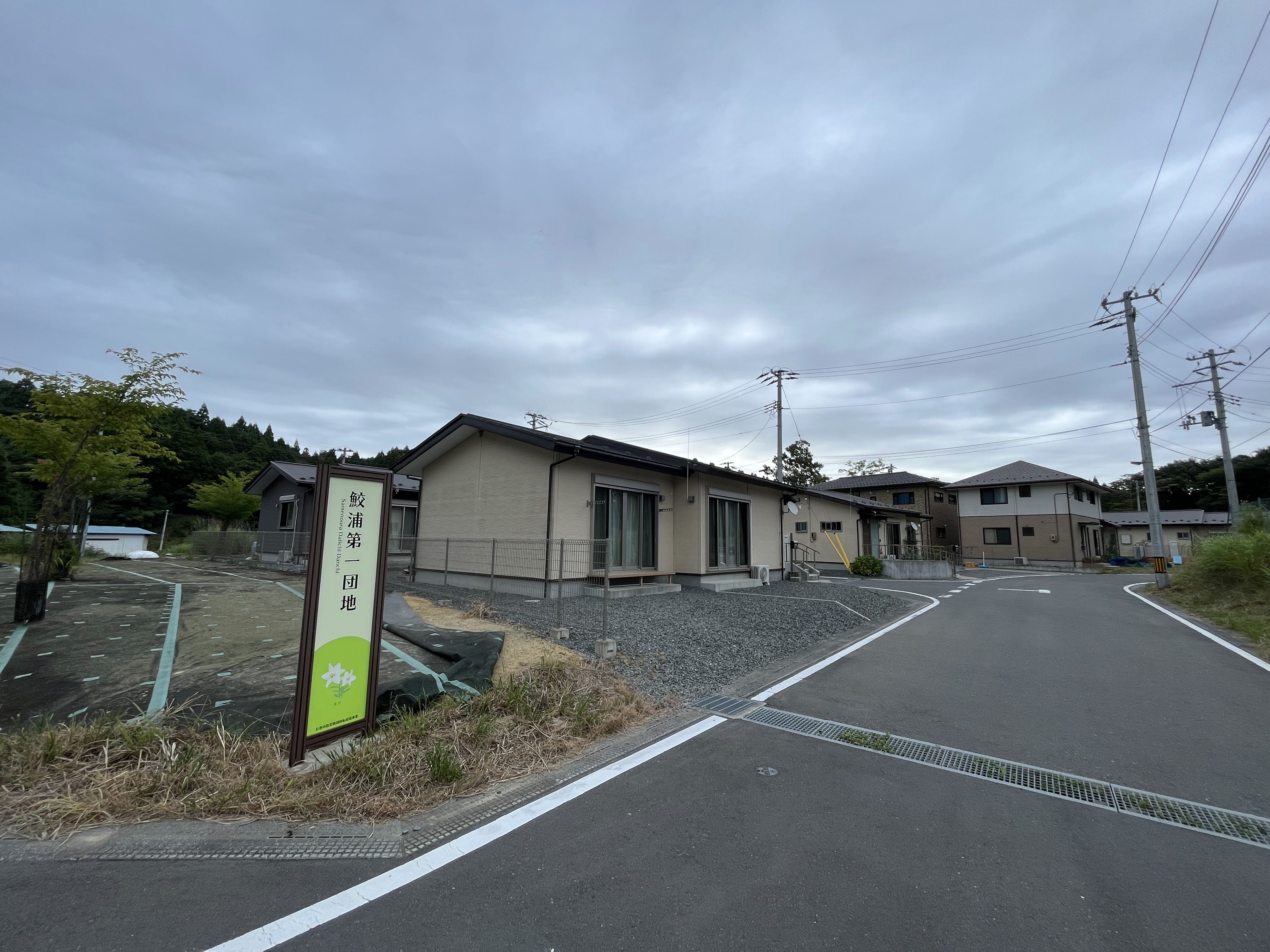
鮫浦第一団地

伝説によると、むかし鮫浦に屋うとめ・太平楽・高畑の3軒の長者が住んでいたとされるが詳細は不明。「風土記御用書出」では、この三長者の子孫として太郎治・与市郎・清四郎の名前が挙げられている。この3名の子孫のうち、太郎治の子孫は「カミノイエ」の人物だと昭和後期時点で確認されている。また高畑長者の子孫はむかしコレラで死に絶えたと云われる。残る1人の子孫は、先祖が鮫浦の開田をしたとの言い伝えのある「ショウヤ」の者とされているが詳らかとはなっていない。また「風土記御用書出」では鮫浦の古碑に関して、1281年（弘安4年）10月と記載があるとしていることから、鮫浦の開村は700年以上前と推測されている。現在この古碑は確認することができないが、その写と思われるものが「カミノイエ」が所有しており、毎年新しく書き直して神棚に祀っていた。「カミノイエ」の先祖は、「風土記御用書出」にある村内五社の社主御百姓で仮肝煎も務めた太郎治で、鮫浦の草分けとされている。他にも中田正蔵の「大原村誌（未刊）」所蔵の「奥山譜」に、平泉藤原氏の家人が砂金採掘の案内人に頼んだ五平が「しゃめのうら」の人物だとあり、何にせよ鮫浦の開村は鎌倉時代まで遡る。

### 中世
1590年（天正18年）3月に豊臣秀吉が小田原城の北条氏を攻め滅ぼし、翌年8月末頃に牡鹿地方が葛西領から伊達領になるまで、旧葛西領の村々は政治的にも比較的平穏だった。しかし、秀吉による奥州仕置による葛西氏・大崎氏が滅亡すると、多くの葛西の旧臣や縁者が安住と隠遁の地を求め牡鹿地方にも来往・帰農しその地域の有力者となった。三長者の伝説時代は人頭が3名であった鮫浦。しかし寛永の御竿入れの際に人頭が5名になったのは、これが影響したためとされている。当時の様子が窺える史料に1591年（天正19年）の触れ書「札（還住令）」があり、これは「カミノイエ」の阿部家で保存されている。

### 近世
近世において、養留丘陵と峰山丘陵の間にある沢から海岸にかけて集落が形成され、丸山との凹地にも一部拡がっていた。しかし、1933年（昭和8年）の三陸大海嘯により壊滅した為、海岸から離れた高台に集団移転された。集落跡地には納屋や水産加工場などが建てられ、一部は畑になった。
1648年（慶安元年）の正月から12月までの間、鮫浦湾内六ヶ浜（寄磯浜・鮫浦・大谷川浜・谷川浜など）の素水釜の中で、鮫浦の釜主縫之助は1日平均9斗6升余りの生産を挙げた。尚、六ヶ浜の1日平均生産量は7斗8升4合だった。素水釜での製塩は釜に塩水を汲み柴木を焚いて煮詰めるという原始的な方法で、1629年（寛永6年）の当湾内の六ヶ浜では谷川浜に釜横目を置き製塩が行われていた。谷川浜肝入渥美文書によると、1734年（天保5年）3月、素水釜の釜主佐四郎から黒森山を燃料用の柴木伐採のため払い下げて欲しいとの願い仙台藩に出されたが、谷川浜肝入庄左衛門・御山守清四郎が黒森山の木を伐り尽くされると魚が寄り付かなくなり困ると反対したとある。このことから窺えるように素水釜による製塩では多量の柴木を消費する為、「風土記御用書出」の1774年（安永3年）頃には六ヶ浜の素水釜はどこも廃止又は休釜の状態だった。鮫浦の素水釜は天保年間に佐四郎によって再興されたもの。佐四郎は、江戸まで塩を船で運び売り捌き、その金で思い切り良く遊び使い切って帰ってきたこともあるような人物だったと云う。
元禄年間（1688年～1704年）、明神崎の突端にある島から砥石が採取され藩の御用に納めていた為、この島は「戸石嶋」と称されていた。それまでは明神崎にあることから「ミようじ嶋」と呼ばれていた。尚、現代に至ってはその名も忘れられ「明神崎の島」と呼ばれている。
1857年（安政3年）7月23日に津波が発生。長沼家文書「続永代留」によると、鮫浦では幸い人や馬などには大きな被害が無く、船も無事だった。ただ住宅9軒が浸水し板敷壁などが破損した。この津波で浸水した1つの家は、峰山丘陵の麓にあたる一番高い場所で当時田んぼだった場所に移転した為、以降屋号が「オカダ（丘の田）」となった。

### 近代

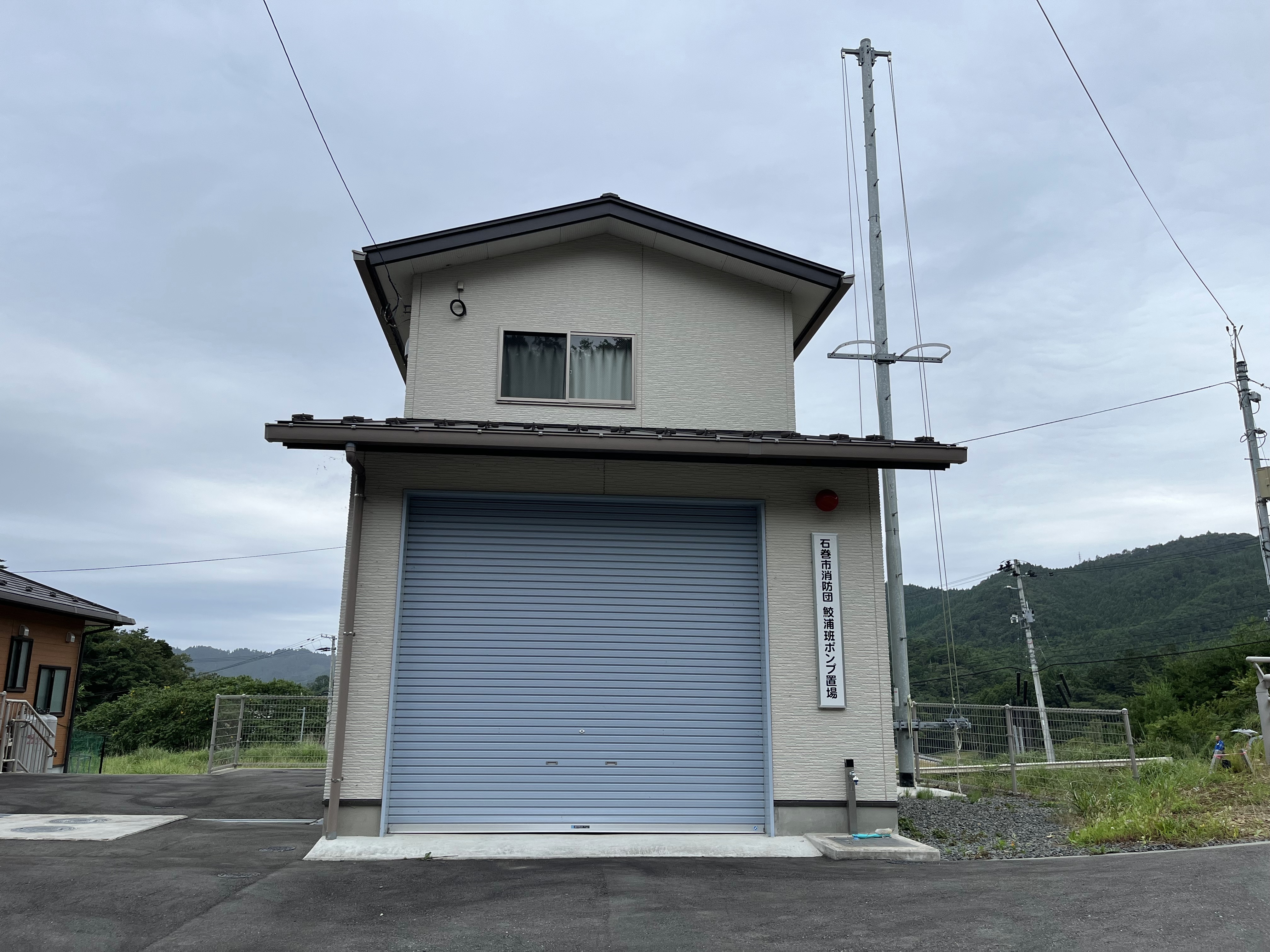
石巻市消防団　鮫浦班ポンプ置場

明治初期の宮城県各浜小字調書によると、鮫浦には41の小字があったとされる。尚、昭和後期時点での小字数は14と大幅に減少している。
1873年（明治6年）4月、前網浜と地先海面の境の係争が起きた。これに対し十八区総代渥美治左衛門などが仲介に入り、双方で和睦証文を取り交わし解決した。（牡鹿町誌　上巻 839）
1882年（明治15年）に宮城県内でコレラが流行し、鮫浦でも8月27日に1名が死亡。
1904年（明治37年）2月8日、鮫浦7番地に鮫浦漁業組合が開設される。当組合は1936年（昭和11年）には漁業協同組合に発展した。1943年（昭和18年）に一度鮫浦湾岸六ヶ浜の組合は大原村裏浜漁業会に統合されたものの、戦後の1949年（昭和24年）には漁業法改正により新しい漁業協同組合に引き継がれた。
1926年（昭和元年）、裏浜で初めての海苔養殖が内湾の浅瀬で行われた。
1931年（昭和6年）に裏浜一帯で電気が引かれた為、鮫浦実業団が同年11月の総会で神社前の電気料を負担することを決議。翌年には電気料として1円80銭を支払っている。
1933年（昭和8年）3月3日午前3時過ぎ、三陸大海嘯により鮫浦は波高4.8mの津波に襲われた。これによる被害は、26戸中13戸流失・全壊、死者19名、行方不明者17名、負傷15名などとなっている。地理節で述べたように、内湾の入り口が狭い為、湾口内側で渦を巻いて溢れた海水は浮上させた家屋を一気に湾外まで押し流した。天井裏に逃げた人の中には、しばらく自分の家が海上を漂っているのに気づかなかった者もいたと云う。災害復旧の様子が記された鮫浦実業団の記録によると、寺間・出島・小乗浜・横浦・大石原・野々浜・飯子浜・塚浜・寄磯浜・前網浜・泊浜・新山浜・大原消防組・荻浜消防組・渡波消防組・桃浦消防組・石巻義勇団など各地から人々がけ駆けつけ、連日復旧作業に尽くしたとあり、同時に感謝の意も込められていた。集落移転以外に良策は無いと判断した宮城県は、同年4月、宅地造成の高さを明治29年並びに今回の海嘯以上とするよう指示。また、海嘯罹災地建築取締規則を出したことで、罹災地の住居建築には県知事の認可が必要となった。同年11月に鮫浦の宅地造成工事が開始され、2年後の1935年（昭和10年）まで合計14戸の集落移転が行われた。 

## 神社仏閣

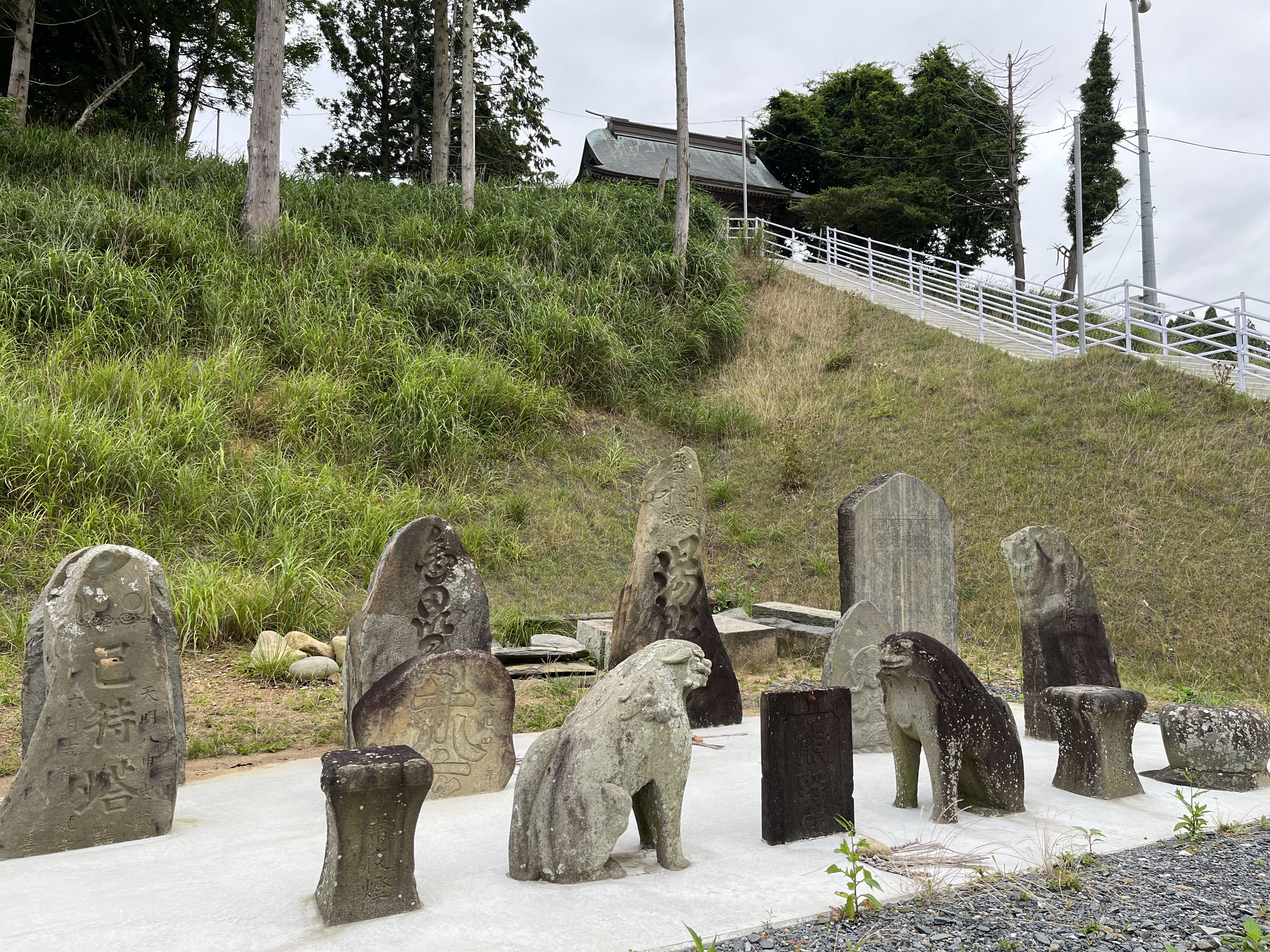
五十鈴神社の下の石造物

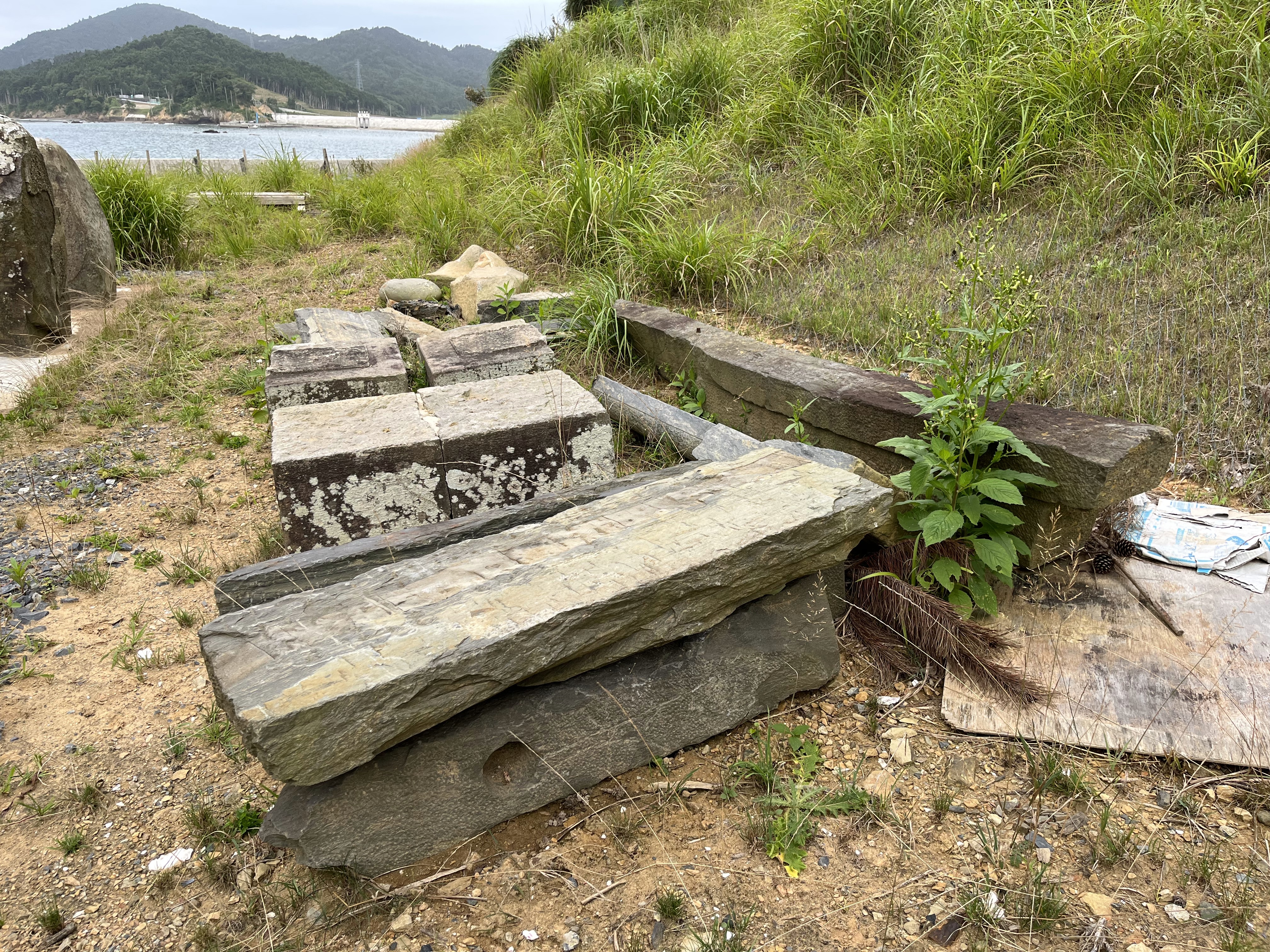
鳥居の残骸など

### 稲荷社
安永時代の「風土記御用書出」の神社の項に記されていた神社で、同史料には明神崎にあったと記録されている。1774年（安永3年）頃に岬の崖崩れにより社地が失われた為、御幣束だけが立てられ祀っていた。現在は、県道から約80m程海寄りの雑木林の中に石祠が置かれている。しかし、社名や建立年月日が刻まれていないため判別がつきにくい状態となっている。

### 五十鈴神社

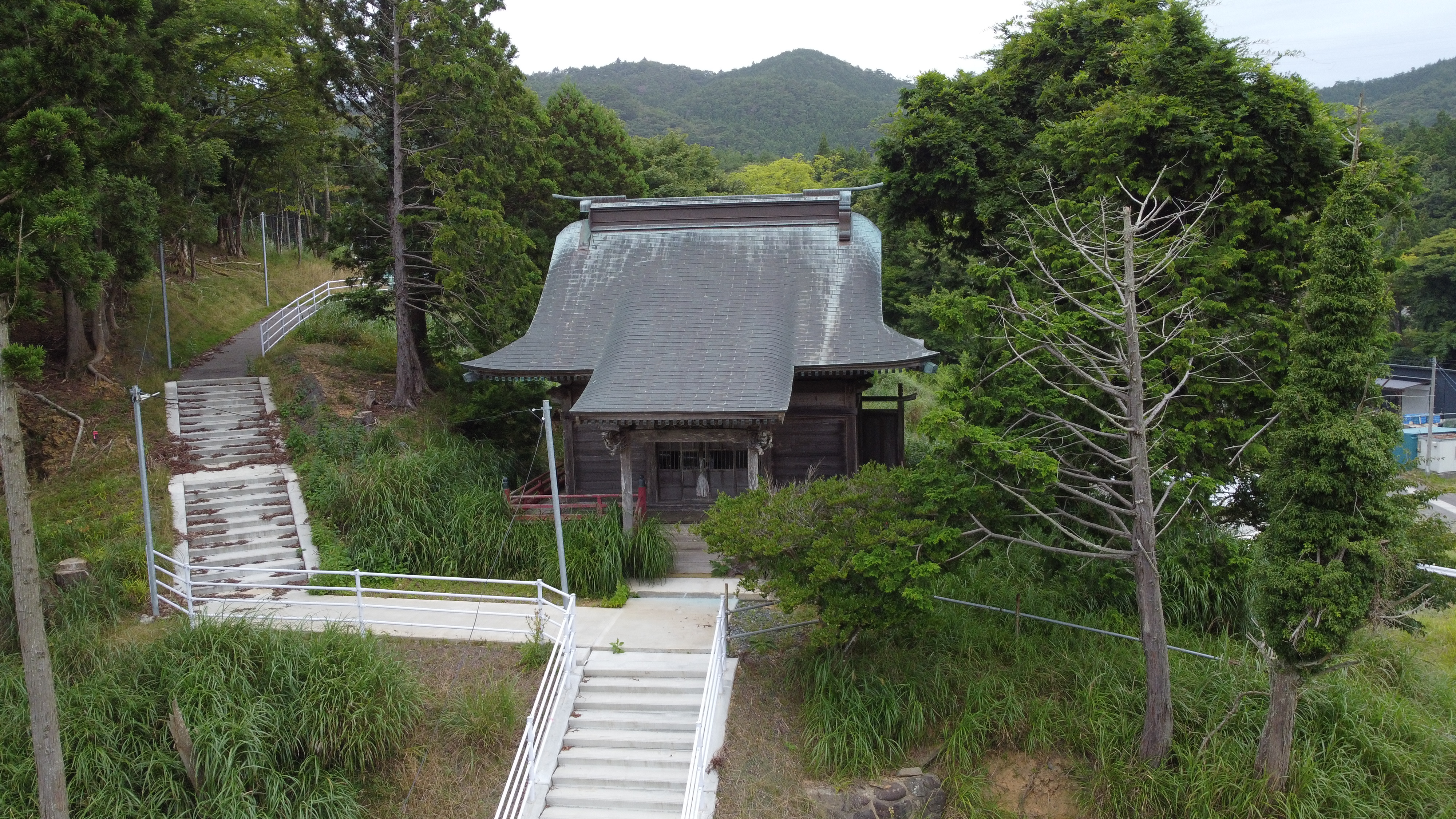
上空からの五十鈴神社

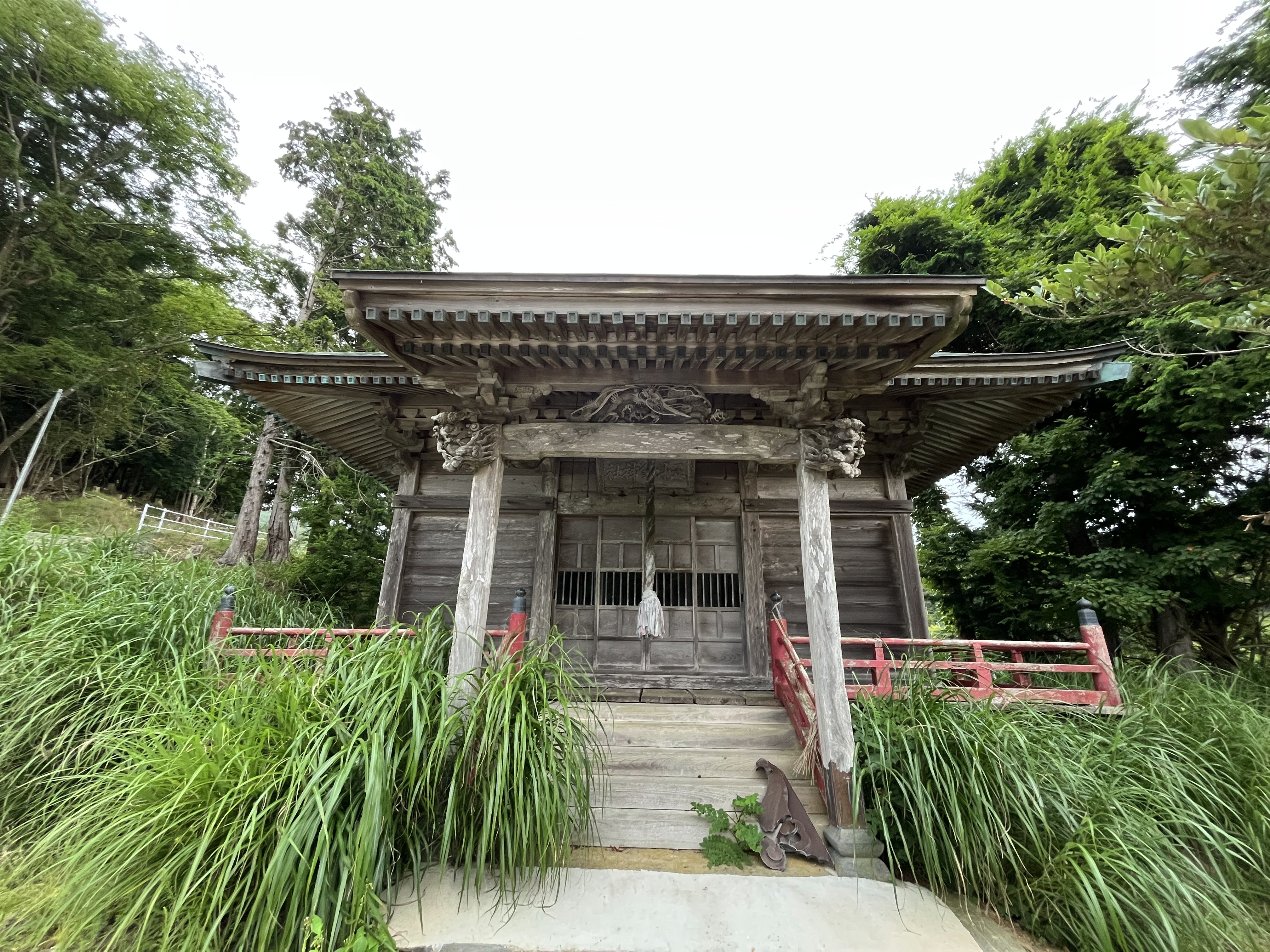
五十鈴神社

鮫浦の峰山丘陵の東端に位置する神社で祭神は天照大神。祭日は3月17日。創建年不明。明治初期に山神社を合祀し、神明社を五十鈴神社と改名した。

### 熊野神社

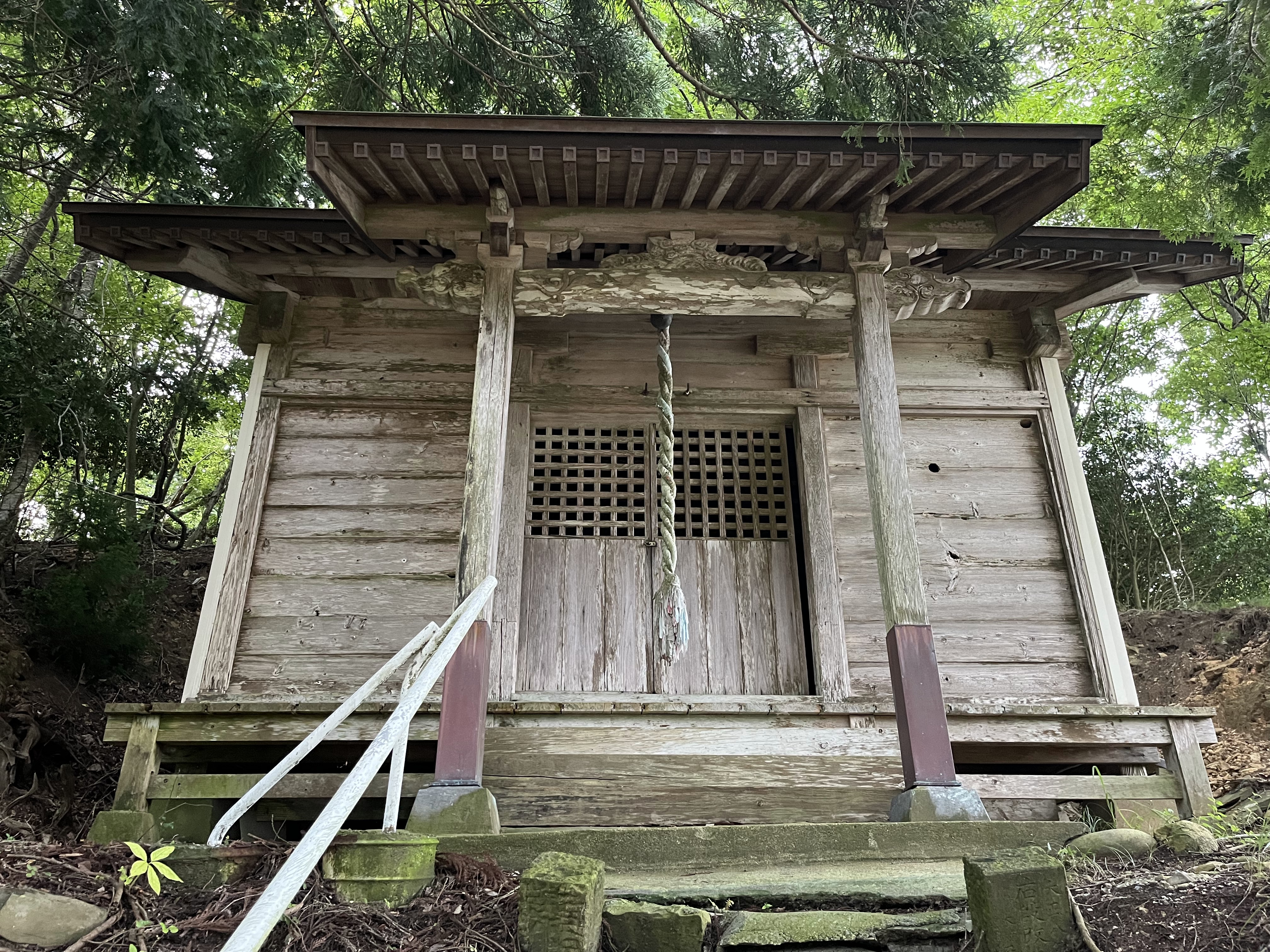
熊野神社

鮫浦地内の丸山（標高約60m）の頂上付近に鎮座する神社で祭神は伊邪那美命。創建年不明。祭日は3月17日。「牡鹿郡萬御改書上」に熊野宮との記載がある。また同地にあった鶏神社を合祀している。

### 鮫神神社

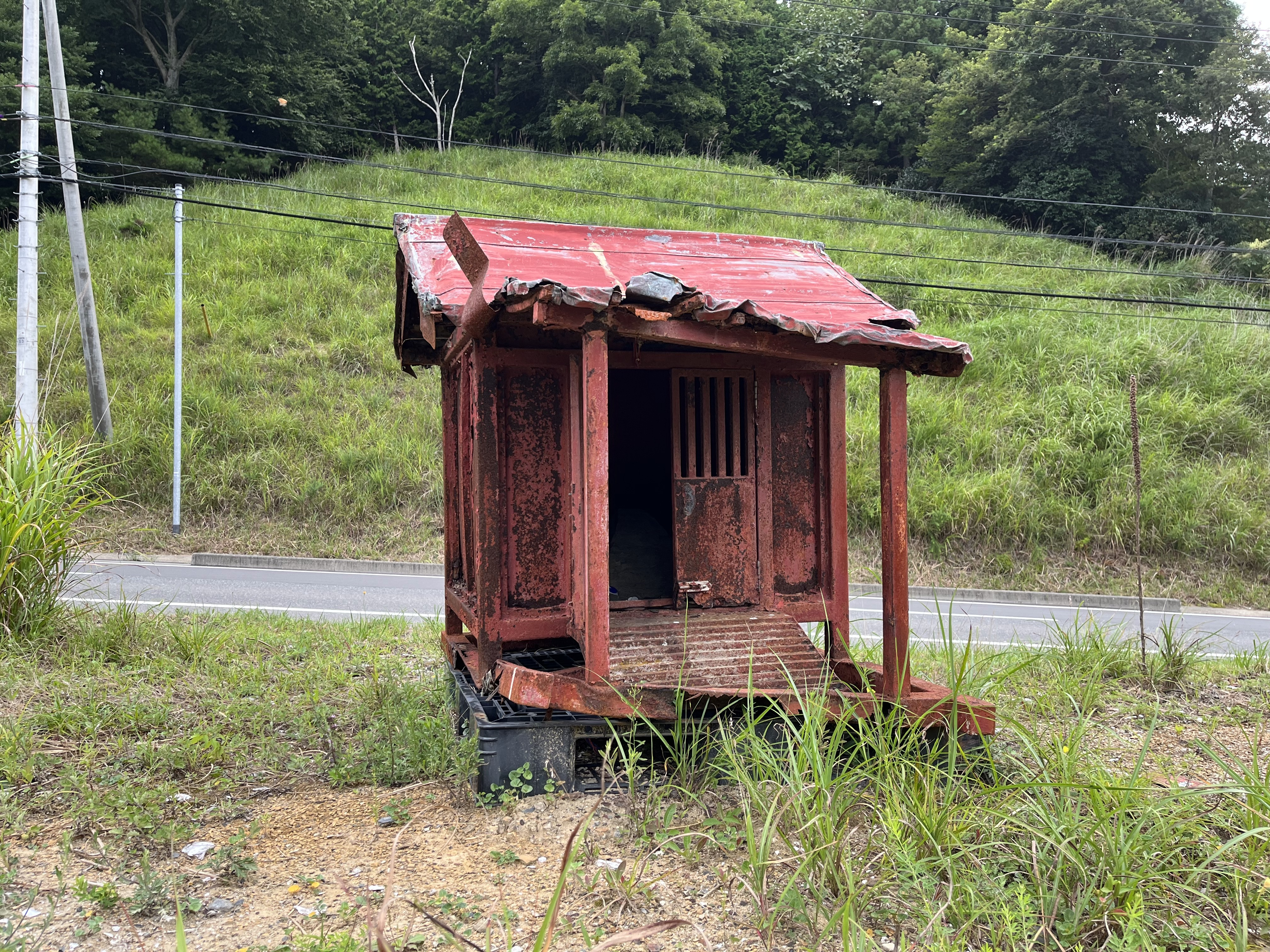
鮫神神社

地名の起こりとも関係のある三長者伝説にちなんだ神社。1968年（昭和43年）に鮫浦の阿部勉が屋敷内に建立。伝説の鮫に食われた下女を祀ったものだと云う。

### 大亀明神
鮫浦の伊藤斉の屋敷内にある石。表に大亀明神と刻まれている。これは佐四郎が素水釜で製塩をしていた頃、釜の浜に上がった亀の霊を慰めて祀ったと云う。

## 文化

### 鮫浦の姓氏
旧牡鹿町内では他に例を見ないほど鮫浦は姓氏に変化の無い集落だった。1887年（明治20年）の鮫浦の戸数16戸のうち全てが阿部・伊藤の2氏で、1985年（昭和60年）時点でも大きな変化はなく30戸中28戸がこの2氏と約100年に渡りほとんど同じ構成で、割合も変わらなかった。また田や漁獲量の細分化を嫌い、鮫浦では昔から分家を作らないよう努めたと云う。幕末から明治時代までは16戸を維持していたが、1913年（大正2年）に17戸に増えている。これは当時「カマノマエ」の伊藤尹が土地を部落に譲り教員住宅を建てたため。その後、昭和後期にかけて30戸まで増加したが村に定住するには実業団に入団する必要があり、団員でなければ漁業権を獲得することができなかった。また漁業権がなければ鮫浦では定住するはできず、この厳しい条件により鮫浦は安定した生活を維持していた。

### 鮫浦実業団
現代に入ってからは一種の祭祀集団に近いものになった鮫浦実業団であるが、前身である契約講は、江戸時代中期以降に建立された地蔵尊や金毘羅供養等から推測するにそれ歴史は古い。1872年（明治5年）頃に契約講は神風講社に、1918年（大正8年）頃に鮫浦実業団に変わった。
戦前までの鮫浦実業団は、地域の機関集団としての相互扶助的な活動には留まらず、地元金融機関、はたまた企業的な面も取り入れた広範囲にわたる活動をしていた。神風講社以来、歴代の幹部が蓄財に努め、その貸付金による利子収入で毎年の祭祀や総会の費用を賄い、その残金を再度貸し付けるという方法を採用。具体的には、「両神社の修繕改築、道路・桟橋・堤防の構築修繕、消防組や学童への援助、青年団の夜学や文化活動への奨励並びに補助、その他神楽興行などの費用」を「桟橋使用料、臨時の屋根下ろし、山（材料）下ろし、救助活動の謝礼金、所轄山林の棚木・間伐材・杉材などの売上」で賄い、極力入費を抑えて残金を貸付にまわしていた。そのため、村寄付や区・漁協からの援助は長い歴史の中で数回に留まっていたと云う。戦後もその活動は衰退することはなかったが、1973年（昭和48年）に実業団所有の山林を手放したことや、巡航船が廃止されたことで重要な財源であった桟橋使用料を失い、特色のある活動が失くなってしまい祭祀集団のようになった。

## 産業

### 漁業

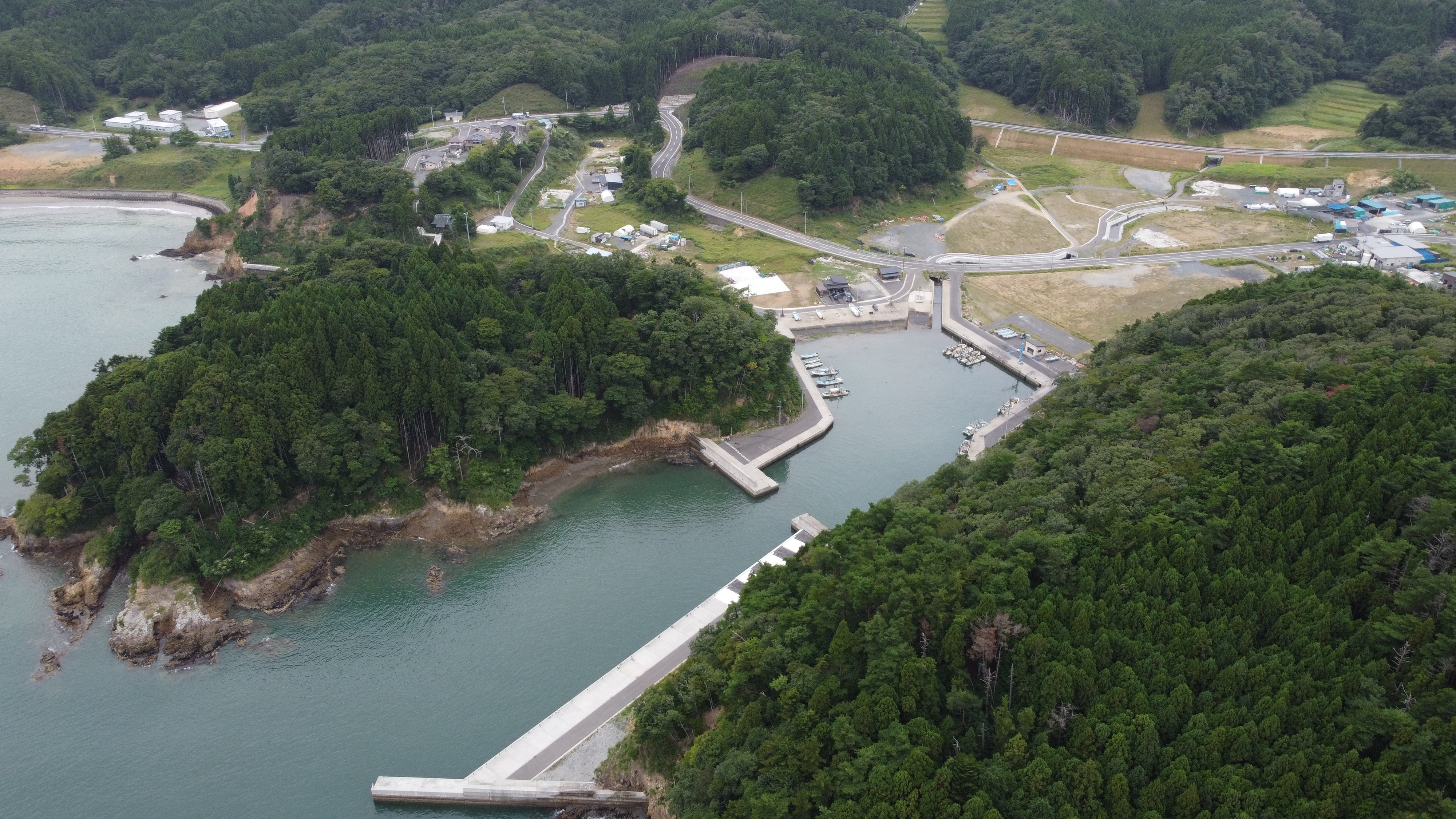
鮫浦漁港

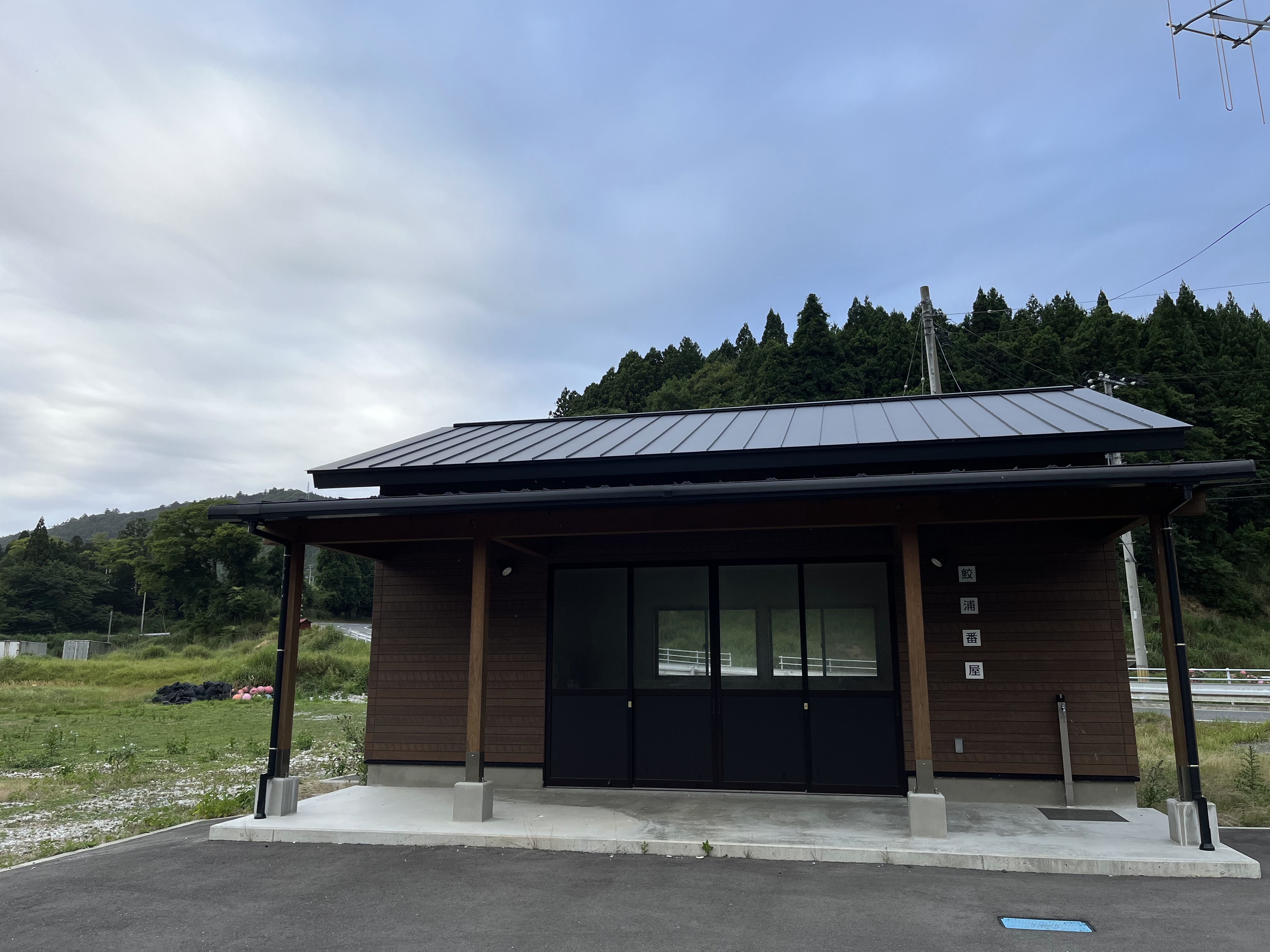
鮫浦番屋

1698年（元禄11年）、鮫浦の海上高は63文と谷川浜の195文に次ぐ数字だった。しかし、「風土記御用書出」が書かれた安永の頃は、船数が34艘（四板船1・小四板船1・小舟8・さっぱ船24）あり、御役代は2貫500文を上納していて谷川浜を凌ぐ規模の漁村となっていた。寛永の御竿入を基準とする鮫浦の人口増加指数は420と「風土記御用書出」の現存する5部落の中で飛び抜けて高いのに対し、耕地が1698年（元禄11年）から少しも増えていないことから、増加した分の人口は同じく増加した漁船を利用した漁業によって生計を立てていたと推測されている。地内の「ワッテ」「ショウヤ」の家々で四板船（カツオ釣の船）を持っていたとの伝承があり、どちらも五十集商人だったという。「ショウヤ」の家は天明・文政の頃はかなりの五十集商人だったらしく、1788年（天明4年）・1822年（文政5年）　の立派な墓石の法名に「居士号」が与えられていることから、かなりの財力のあった五十集商人だったとされている。
しかし、江戸時代末期の1862年（文久2年）の「牡鹿郡十八成組濱々出産物出高井金高大凡見詰調書上」によると、カツオ釣漁は行われておらず金高も計108両2歩と近郷の中で最低だった。この傾向は近代に入っても変わらず、1887年（明治20年）の時は戸数16戸で所有していた日本型漁船は12艘だけだった。尚、船を所有しない漁家は隣村の寄磯浜のカツオ船に乗り込む雇用労働者だったと推測されている。ただ、働き口に困っていた訳でなく、佐四郎が素水釜で製塩を行っていた頃は、燃料の柴木を伐るきこり・運搬の馬方・釜仕事があり、製塩が中止されてからも炭焼きなどの山仕事があった。
1911年（明治44年）1月の「宮城県漁業基本調査」によると、鮫浦では当時11種類の漁業（タラ刺網・フクライ流網・張網・水晶型機械網・小縄・スズキ延縄・タコ釣り・アワビ採取）が行われていた。またアワビ採取で用いられる潜水器はアワビの他にナマコやホヤも採取されていた。この様々な漁業の中でもタラとタコは鮫浦漁民の生活を支えていた魚種で、とりわけマダコは値段もよく漁獲もあったと云う。しかし、海苔やワカメの養殖が盛んになると、タコ・タラ漁は衰退していった。
昭和55年度以降、鮫浦漁業協同組合におけるアワビ・ウニの共販水揚高は、平均して組合共販の水産物総水揚高の30%以上を占める重要な水産物だった。これは地理的要因が強く、鮫浦の地先海面が他の浜に比べて広くてほとんどが磯浜だったからである。また、このアワビ漁には鮫浦の阿部喜助が製作する「アワビガキ」が用いられていた。この「アワビガキ」には深海用の泊型のものと浅海用の小淵型のものの2種類がある。1924年（大正14年）から日本刀と同じ手法で製作され、品質は鋭利で強靭であるため評判が良かったため、八戸から塩釜までの三陸沿岸一帯の漁家に約50万の「アワビガキ」を供給した。
鮫浦湾内における浅海養殖業は、昭和初期に鮫浦の内湾で粗朶葓を用いて行われた海苔養殖が始まりとされている。近郷の前網浜出身で女川町在住だった鈴木貞蔵が、昭和20年代前半、当時海苔養殖の先進地だった渡波町万石浦の地形に似た鮫浦の内湾に目を付ける。その後、知人を通して漁協から漁場を借り、竹葓を用いた水平式固定式海苔養殖を2～3年行い成果は良好だった。結果、この貞蔵の清光に感化され、地元漁民3人が漁協より漁場使用の許可を得て貞蔵の後を引き受けた。その後鮫浦の海苔養殖は1973年（昭和48年）頃に最盛期を迎えた。当時23名の業者のもと、乾海苔を約1,365万枚生産し、売上高は1,929,000円だった。しかし、鮫浦での海苔養殖は1978年（昭和53年）の6,9000枚を最後に消えていった。
上述の海苔養殖と同時に漁業権を設定したワカメ養殖であるが、1952年（昭和27年頃）、「アブラヤ」の家が半ば趣味で始めたのが鮫浦湾内での最初にワカメ養殖だった。本格的に事業として行うようになったのは1955年（昭和30年）前後で、「アブラヤ」の者ではなく、「シタノイエ」「イリ」の　人達が始めた。ワカメ養殖事業初年度の生育状態は上々であったが、不幸にも台風に見舞われ沖に設置してあったワカメ養殖の筏は全滅。どうにか岸側に敷設した筏は助かり収穫することができたと云う。その数年後、多くの鮫浦の漁民がワカメ養殖に参入し、昭和後期には鮫浦の養殖漁家26戸の内20戸でワカメ養殖が行われるまでになった。
鮫浦における牡蠣養殖は、1954年（昭和29年）に渡波町万石浦から種牡蠣を移入し筏式牡蠣養殖が始まり。当初は筏式であったが、後に延縄式に変わっている。しかし、この方式には特許料が取り立てられ、それに加えて風浪の影響を受けやすく、人件費が高騰していた為、昭和43年度の「漁協業務報告」に計上された24,593kgを最後に牡蠣養殖は鮫浦から姿を消した。
ホヤ養殖も鮫浦では早くに導入された。当初、たまたまバスの中でホヤ養殖が有望だと聞いた伊藤斉が、女川町竹浦に住む親戚を通して種ホヤを手に入れたが、組合から漁場使用の許可が得られず断念。鮫浦が本格的にホヤ養殖に乗り出したのはそれから数年経った1967年（昭和42年）頃で、鮫浦のホヤ養殖漁家は1986年（昭和61年）3月時点で26戸となっている。

### 農業

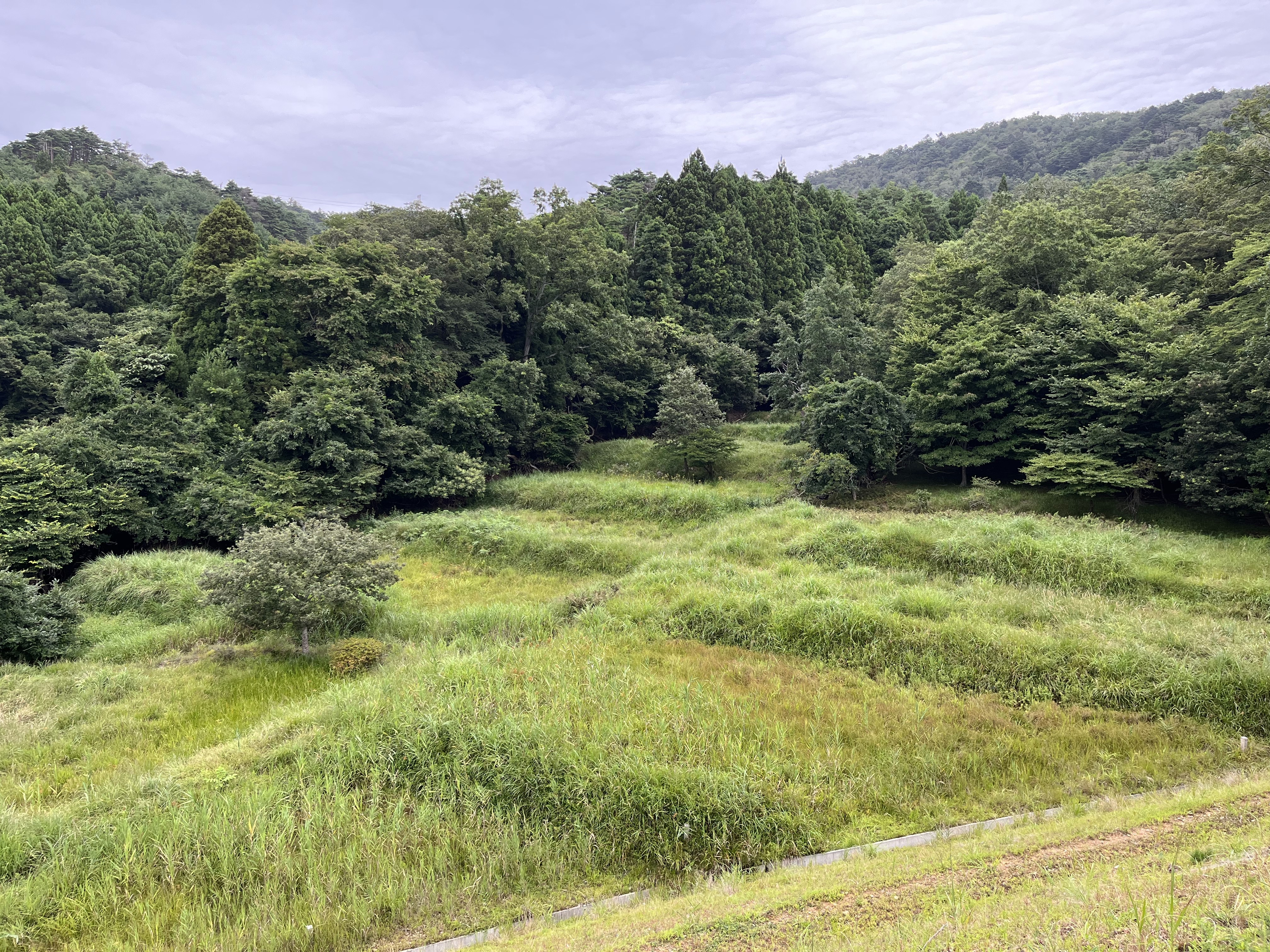
旧農地

1698年（元禄11年）の鮫浦の村高は田畑合わせて2貫431文あった。対して海上高は63文だった。村高は人頭1人当たり406文で、これは十八成組十二ヶ浜のなかでも2番目に高い数字だった。1774年（安永3年）になると人頭が21人に増えたことで人頭1人当たり115文余りとなったが、それでも磯浜が多い裏浜では谷川浜につぐ二番目の村高だった。
戦後に開田が積極的に行われたため、昭和後期には耕地面積は15.75haに増加。集落のうち19戸が農業に従事していた。尚、専業又は第1種兼業の家はない。このように鮫浦における農業は、自給の目的が強く、稲作だけの単一栽培が中心だった。

### 林業
明治初期の「鮫浦山林反別名寄帳」によると、当時鮫浦には約7.36haの民有林（15名・81筆・7町3反6畝余）と約82.96haの村共有（26筆・82町9反6畝余）の村山があった。1955年（昭和30年）の町村合併時、この村持山はほとんどが全戸に払い下げられた。
近世には、この山林資源を利用して素水釜による製塩が行われ、近代に入ると、渡波・石巻方面の水産加工場の燃料の薪を供給していたとされる。また1896年（明治29年）の三陸大津波の際、大量の棚木が流失したと小網倉浜の記録に残っている。1970年（昭和45年）の産業別就業人口における林業28名は、当時渡波・石巻地方に移出していた炭焼きの人数。この者達は、春から秋にかけて棚木を切り出し、冬は各自の山に炭窯を設置し大量の木炭を生産していた。

### 鉱業
岩手県陸前高田市気仙町の松坂文書に文政年間（1818年～1826年）に書かれた「御領内御金山大凡之事」という文書があり、ここには牡鹿郡の鮎川金山・網地金山にならび鮫浦金山が記されていた。しかし、これに関する他の記録はなく伝承もない為、短期間の採掘であったと推測されている。

## 教育
昔、鮫浦には寺子屋があった。1844年（弘化元年）、医師佐々木俊平が開設し男子8名に読み書きを教えた。しかし、この寺子屋は1869年（明治2年）に閉じられた。 1885年（明治18年）3月23日、谷川支校鮫浦の設置願が許可された。支校は神明社の脇（鮫浦88番地）にあった行屋を借りて開設。翌年、同支校は寄磯尋常小学校の支校となり、1889年（明治22年）に簡易科小学として独立したが、1892年（明治25年）に再度寄磯尋常小学校の鮫浦分教場となった。しかし、1905年（明治38年）に当分教場は谷川尋常小学校に合併され。

## 人口
2022年（令和4年）10月末時点での域内の人口は以下の通りである。
| 小字       | 世帯数 | 男  | 女  | 計   |
| ---------- | ------ | --- | --- | ---- |
| 鮫浦在入田 | 4世帯  | 5人 | 4人 | 9人  |
| 鮫浦細田   | 7世帯  | 9人 | 9人 | 18人 |